# Arthur Herzog Jr.
Arthur Herzog Jr. (* 13. Dezember 1900 in New York City; † 1. September 1983 in Detroit) war ein amerikanischer Komponist, der einige Songs des Great American Songbook verfasste.

## Leben und Wirken
Herzog, dessen Vater Börsenmakler war,, arbeitete seit Mitte der 1920er Jahre in New York freiberuflich als Songwriter und Arrangeur. Für die Produktion Bad Habits of 1926, die 1926 im Greenwich Village Theater mit mäßigem Erfolg lief, schrieb er die Texte. Aus ihr stammt der Song „Would-ja?“, den er mit Manning Sherwin verfasste und der im selben Jahr vom  Colonial Club Orchestra  und vom Golden Gate Orchestra eingespielt wurde.
Gemeinsam mit Billie Holiday schrieb Herzog mehrere Songs, die zu Evergreens wurden: „Don’t Explain“ wurde in Holidays Interpretation erstmals 1939 bei Decca Records veröffentlicht. Ihr gemeinsames Lied „God Bless the Child“, erschien 1941 bei OKeh Records. Beide Songs wurden in der Folge sehr häufig gecovert. Weiterhin schrieben die beiden die Songs „Somebody's on My Mind“ und „Ghost of Yesterday“. Gemeinsam mit Irene Kitchings schrieb er die Songs „Some Other Spring“, „What Is It Going to Get Us“ und „I’m Pulling Through,“ die ebenfalls von Holiday gesungen wurden.
Herzogs Songs fanden auch im Musical Bubbling Brown Sugar Verwendung, das ab 1976 nicht nur am Broadway, sondern auch international aufgeführt wurde. Seine Kompositionen wurden auch in den Filmen Das Ding aus einer anderen Welt (1982), The Island of Dr. Moreau (1996) und Die fabelhafte Welt der Amélie (2001) genutzt.
Herzog war in erster Ehe mit Elizabeth Lindsay Dayton verheiratet, aus dieser Verbindung stammen zwei Söhne, darunter der Schriftsteller Arthur Herzog.